# Niżnie Szpiglasowe Wrótka
Niżnie Szpiglasowe Wrótka (słow. Východná deravá štrbina, niem. Östliche Löchrige Scharte, węg. Alsó-Liptói-kapu) – położona na wysokości ok. 2100 m przełęcz w grani głównej Tatr Wysokich, w odcinku zwanym Szpiglasową Granią. Znajduje się w niej pomiędzy Szpiglasową Turniczką (ok. 2125 m) a Dziurawą Czubą (ok. 2155 m). Znana jest także pod nazwami Wschodnia Dziurawa Przełączka i Wschodnia Szczerbina w Igle.
Szpiglasową Granią biegnie granica polsko-słowacka. Północno-wschodnie stoki Pośrednich Szpiglasowych Wrótek opadają do polskiej Dolinki za Mnichem, południowo-zachodnie do słowackiej Doliny Ciemnosmreczyńskiej. 
V-kształtna przełęcz jest głęboko wcięta w grań. Do Doliny za Mnichem opada z niej głęboko w skały wcięty komin, niżej przechodzący w żleb. Prowadzi nim droga wspinaczkowa. Pierwsze przejście: Władysław Cywiński 28 kwietnia 1983 r. (0 w skali tatrzańskiej). W słowackich stokach na odcinku od Szpiglasowej Czuby po Dziurawą Czubę znajduje się depresja. Z Niżnich Szpiglasowych Wrótek, a także sąsiednich przełączek w jej górną część wcinają się żlebki. Wyjście z Doliny Ciemnosmreczyńskiej na Niżnie Szpiglasowe Wrótka bez trudności (0 w skali tatrzańskiej). Obecnie jednak Szpiglasowa Grań i jej ściany są wyłączone z uprawiania turystyki i taternictwa. 

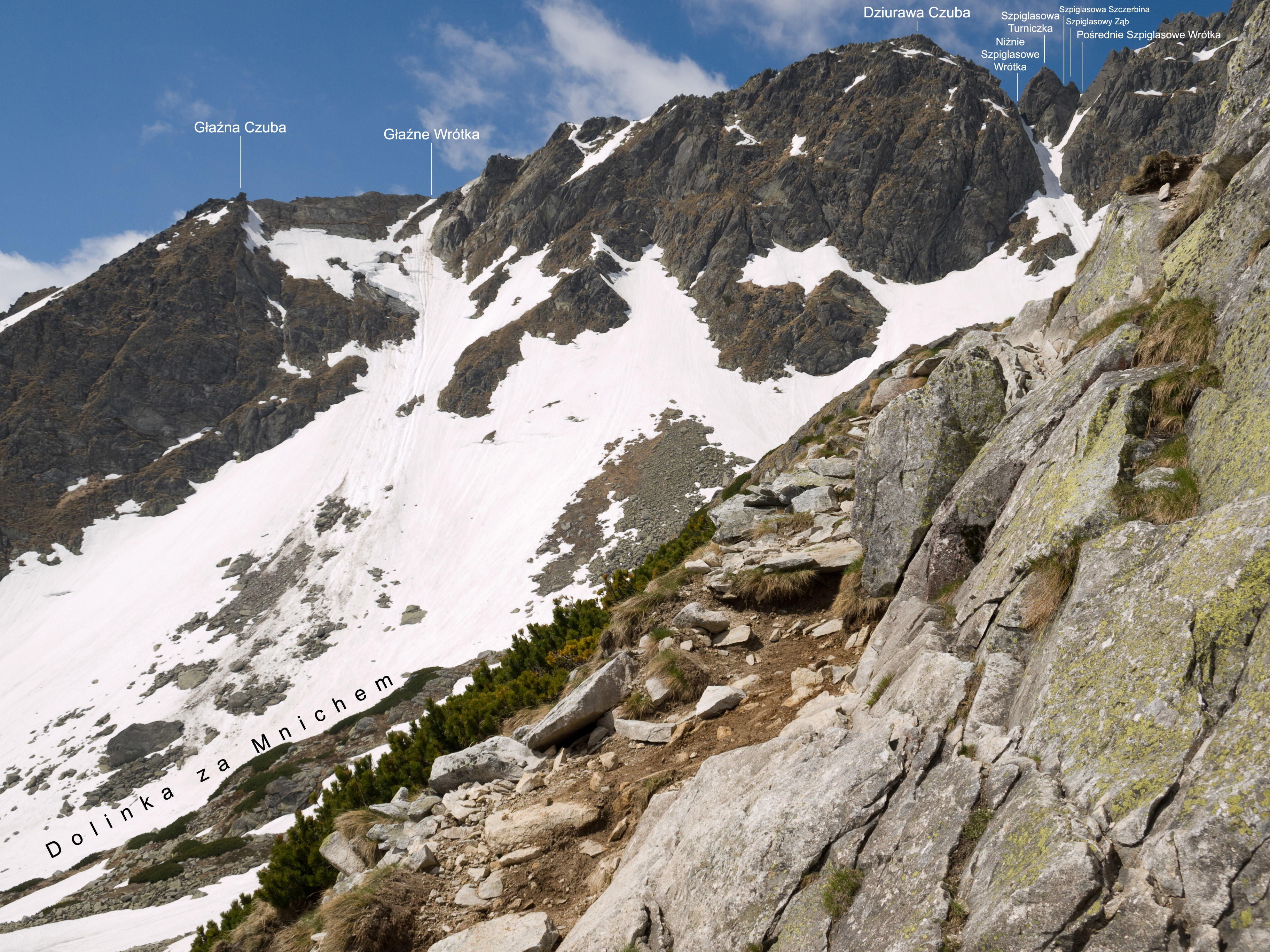
Widok z Dolinki za Mnichem